# Hispaniolapiewie
De Hispaniolapiewie (Contopus hispaniolensis) is een zangvogel uit de familie Tyrannidae (tirannen).

## Verspreiding en leefgebied
Deze soort komt voor op Hispaniola en telt twee ondersoorten:
- C. h. hispaniolensis: Hispaniola.
- C. h. tacitus: Gonave (westelijk van Haïti).

## Status
De grootte van de populatie is niet gekwantificeerd maar de soort wordt omschreven als algemeen en wijdverspreid. Op de Rode lijst van de IUCN heeft deze soort de status niet bedreigd.